# Liberty (film 1916)
Liberty è un serial muto del 1916 diretto da Jacques Jaccard e Henry McRae. L'opera è considerata perduta.

## Produzione
Il film fu prodotto dall'Universal Film Manufacturing Company. Venne girato negli Universal Studios, al 100 di Universal City Plaza, Universal City.

## Distribuzione
Lungo 12.000 metri corrispondenti a 400 minuti in 40 rulli, il serial fu diviso in 20 episodi. Distribuito dall'Universal Film Manufacturing Company, uscì nelle sale cinematografiche USA nel 1916; le uscite si susseguirono a scadenza settimanale iniziando il 20 agosto con il primo episodio mentre l'ultimo, il ventesimo, fu presentato in sala il 31 dicembre.

### Episodi
1. episodio - The Fangs of the Wolf, 20 agosto 1916
2. episodio - Riding with Death, 27 agosto 1916
3. episodio - American Blood, 3 settembre 1916
4. episodio - Dead or Alive,10 settembre 1916
5. episodio - Love and War, 17 settembre 1916
6. episodio - The Desert of Lost Souls, 24 settembre 1916
7. episodio - Liberty's Sacrifice, 1 ottobre 1916
8. episodio - Clipped Wings, 8 ottobre 1916
9. episodio - A Daughter of Mars, 15 ottobre 1916
10. episodio - The Buzzard's Prey, 22 ottobre 1916
11. episodio - The Devil's Triumph, 29 ottobre 1916
12. episodio - For the Flag, 5 novembre 1916
13. episodio - Strife and Sorrow, 12 novembre 1916
14. episodio - A Modern Joan of Arc, 19 novembre 1916
15. episodio - The Flag of Truce, 26 novembre 1916
16. episodio - Court-Martialled, 3 dicembre 1916
17. episodio - A Trail of Blood, 10 dicembre 1916
18. episodio - The Wolf's Nemesis, 17 dicembre 1916
19. episodio - An Avenging Angel, 24 dicembre 1916
20. episodio - A Daughter of the U.S.A., 31 dicembre 1916